# Саломон, Жозеф-Франсуа

Трагедия «Медея и Ясон»

Жозеф-Франсуа Саломон (фр. Joseph-François Salomon; 3 апреля 1649, Тулон — 5 марта 1732) — французский музыкант и композитор эпохи барокко.

## Биография
Изучал игру на контрабасе и клавесине. Отправился в Париж, где стал работать музыкантом при королевском дворе. Ему было 52 года, когда он написал свою первую оперу, музыкальную трагедию «Медея и Ясон».

## Избранные музыкальные сочинения
Оперы
- Медея и Ясон (1713)
- Теоноя (1715)